# هفته اوکراینی
هفتهٔ اوکراینی (به اوکراینی: Український Тиждень)، (به الفبای رومی: Ukrainskyi Tyzhden) یک مجلهٔ هفتگی مصور است که سیاست، اقتصاد و هنر را پوشش می‌دهد و مخاطبان اجتماعی اوکراینی زبان را هدف قرار می‌دهد. این مجموعه طیف وسیعی از تجزیه و تحلیل، نظر، مصاحبه، قطعات ویژه، از جمله سفر در اوکراین و خارج، و نقد هنری و تقویم رویدادها را ارائه می‌دهد.

## تاریخچه و مشخصات
هفتهٔ اوکراینی در اوکراین توسط شرکت خصوصی رسانه ای‌سی‌ای‌ام اوکراین (اتریش) منتشر می‌شود و در نوامبر ۲۰۰۷ میلادی تأسیس شد. این مجله یکی از چندین مجلات زبان اوکراینی است که در پی انقلاب نارنجی در اوکراین منتشر شده است.
نسخهٔ انگلیسی هفتهٔ اوکراینی هر دو ماه یکبار منتشر می‌شود و شامل مجموعه‌ای از مقالات است که مورد توجه خوانندگان غیر اوکراینی است.
در سال ۲۰۱۲ میلادی بیانیهٔ خود را منتشر کرد که در آن قدرت‌های دولتی و رسانه‌های بزرگی که عملاً بازار را انحصاری می‌کنند، به آزار و اذیت متهم کرد.